# Ecomuseu da Amazônia
O Ecomuseu da Amazônia é um importante centro cultural e de preservação ambiental localizado na região amazônica do Brasil. Seu objetivo principal é promover a valorização e a conservação da cultura e do meio ambiente amazônico, destacando a importância da região e de suas comunidades tradicionais. O Ecomuseu da Amazônia é uma instituição pública, e está localizado na cidade de Belém, no estado do Pará, e é gerido pela Fundação Centro de Referência em Educação Ambiental (Funbosque), da prefeitura de Belém.
A direção do Ecomuseu da Amazônia busca refletir o papel da instituição no campo da museologia. Primeiramente, a conservação da floresta e o desenvolvimento sustentável são princípios fundamentais da instituição que ajuda também a promover o turismo na região. A partir disso, o museu trabalha em estreita colaboração com as comunidades locais de Belém, promovendo, sobretudo, a participação dos povos tradicionais. A valorização das práticas culturais e conhecimentos tradicionais é incentivada pelas atividades do museu, visando a preservação da identidade e o fortalecimento dessas mesmas comunidades, e promovendo a noção de cidadania. Além disso, o Ecomuseu da Amazônia atua como um centro de referência para a disseminação de boas práticas de conservação e uso sustentável dos recursos naturais na região urbana de Belém.

## Localização e estrutura
O Ecomuseu da Amazônia está situado na cidade de Belém, capital do estado do Pará, no norte do Brasil. Sua localização estratégica permite um acesso à uma área de floresta, sendo um ponto de partida para a compreensão da diversidade cultural e ambiental da Amazônia. O museu está instalado na área urbana, e conta com uma estrutura sustentável onde são realizadas exposições, eventos e atividades educativas para os visitantes.

## Exposições e acervo
O Ecomuseu da Amazônia tem um grande acerco natural e cultural com foco na valorização do patrimônio material e imaterial das comunidades tradicionais da Amazônia. Além disso, o museu conta com exposições interativas que exploram temas como a fauna e flora amazônica, a exploração dos recursos naturais, as práticas sustentáveis e as questões socioambientais. Essas exposições proporcionam aos visitantes uma compreensão mais profunda da importância e dos desafios enfrentados pela Amazônia.

## Atividades educacionais e de pesquisa
O Ecomuseu da Amazônia desempenha um papel fundamental na disseminação do conhecimento sobre a Amazônia e na conscientização sobre a necessidade de sua proteção. Para isso, desenvolve programas educacionais voltados para estudantes, professores e o público em geral, que incluem visitas guiadas, oficinas, palestras e atividades interativas. A instituição trabalha ajuda a promover o turismo na cidade, e ações estão estruturadas em torno da cultura, meio ambiente e cidadania.